# Grenzstandort
Als Grenzstandort werden in der Landwirtschaft im engeren Sinne Flächen bezeichnet, auf denen Ackerbau nicht möglich ist. Nicht unter die Definition fällt intensiv nutzbares Grünland.
Hierbei handelt sich um Standorte mit flachgründigem Boden, bei denen das Pflügen durch Gesteinsschichten bis kurz unter die Oberfläche oder große Lesesteine verhindert wird. Dazu gehören auch hängige Flächen, die zu steil sind, um eine ordnungsgemäße Bodenbearbeitung zu ermöglichen. Wo eine Nutzung und Düngung zu aufwendig ist, oft auch bedingt durch kleinstrukturierte Flächenzuschnitte, veröden solche Standorte. Sie finden sich beispielsweise in der Rhön, der Eifel, dem Jura und dem Spessart. Oft werden sie nicht mehr genutzt und sich selbst überlassen. Ähnlich wie bei Sozialbrachen wurde es aus Gründen des Natur- und Artenschutzes auf vielen Flächen als problematisch angesehen, wenn sie verbuschen. Das oft kostenintensive Entbuschen gilt dann als optimierende Maßnahme in der Naturpflege.
Neuere Definitionen sehen als Grenzstandort Flächen an, auf denen unter den gegebenen produktionstechnischen, agrarpolitischen, makroökonomischen und rechtlichen Rahmenbedingungen sich mit keinem landwirtschaftlichen Nutzungssystem, das der nachhaltigen Gewinnerzielung dient, eine positive Bodenrendite erwirtschaften lässt.